# Portugiesische Badmintonmeisterschaft 2024
Die Portugiesische Badmintonmeisterschaft 2024 fand vom 16. bis zum 17. November 2024 in Caldas da Rainha statt. Es war die 67. Austragung der nationalen Titelkämpfe in Portugal.

## Medaillengewinner
| Disziplin    | Gold                                          | Silber                             | Bronze                                            |
| ------------ | --------------------------------------------- | ---------------------------------- | ------------------------------------------------- |
| Herreneinzel | Tiago Berenguer                               | David Silva                        | Bruno Carvalho                                    |
| Herreneinzel | Tiago Berenguer                               | David Silva                        | Gabriel Enzo Rodrigues                            |
| Dameneinzel  | Madalena Fortunato                            | Mariana Sousa Paiva                | Sónia Cunha Gonçalves                             |
| Dameneinzel  | Madalena Fortunato                            | Mariana Sousa Paiva                | Maria Martins Wilkinson                           |
| Herrendoppel | Gabriel Enzo Rodrigues Diogo Glória           | Rodrigo Almeida João Chang         | Santiago Batalha Dinis Maia                       |
| Herrendoppel | Gabriel Enzo Rodrigues Diogo Glória           | Rodrigo Almeida João Chang         | Tiago Berenguer Alexandre De Miranda Bernardo     |
| Damendoppel  | Adriana Cunha Gonçalves Sónia Cunha Gonçalves | Mariana Afonso Mariana Pinto Leite | Ana Galante Santos Gabriela Melo Simões           |
| Damendoppel  | Adriana Cunha Gonçalves Sónia Cunha Gonçalves | Mariana Afonso Mariana Pinto Leite | Madalena Fortunato Beatriz Silva Roberto          |
| Mixed        | David Silva Marta Andrade E Sousa             | Rodrigo Almeida Mariana Neves      | Carlos André Silva Maria Martins Wilkinson        |
| Mixed        | David Silva Marta Andrade E Sousa             | Rodrigo Almeida Mariana Neves      | Simão Oliveira Ferreira Catarina Mesquita Martins |